# 愛知県第7区
愛知県第7区（あいちけんだい7く）は、日本の衆議院における選挙区。1994年（平成6年）の公職選挙法改正で設置。

## 区域

### 現在の区域
2022年（令和4年）公職選挙法改正以降の区域は以下のとおりである。前回の見直しで先行して6区に十軒家投票区が6区に移っていたが残りの瀬戸市の大半も今回の見直しで6区に移管された。
- 大府市
- 尾張旭市
- 豊明市
- 日進市
- 長久手市
- 愛知郡

### 2017年から2022年までの区域
2017年（平成29年）公職選挙法改正から2022年の小選挙区改定までの区域は以下のとおりである。2017年の小選挙区改定により瀬戸市十軒家投票区は6区に移管された。
- 瀬戸市（川平町、本郷町10〜1048番、十軒町、鹿乗町、内田町1・2丁目、北みずの坂1〜3丁目を除く）
  - 本庁管内
  - 幡山・品野の各支所管内
  - 水野支所管内の余床町、曽野町、水北町、穴田町、暁町、上水野町、上本町、本郷町（10〜1048番を除く）、日の出町、中水野町1・2丁目、三沢町1・2丁目、小田妻町1・2丁目[5][6]
- 大府市
- 尾張旭市
- 豊明市
- 日進市
- 長久手市
- 愛知郡

### 2017年以前の区域
2013年（平成25年）公職選挙法改正から2017年の小選挙区改定までの区域は以下のとおりである。愛知郡長久手町は2012年に市制施行した。
- 瀬戸市
- 大府市
- 尾張旭市
- 豊明市
- 日進市
- 長久手市
- 愛知郡

2002年（平成14年）公職選挙法改正から2013年の小選挙区改定までの区域は以下のとおりである。愛知郡日進町は1994年に市制施行した。
- 瀬戸市
- 大府市
- 尾張旭市
- 豊明市
- 日進市
- 愛知郡

1994年（平成6年）公職選挙法改正から2002年の小選挙区改定までの区域は以下のとおりである。
- 瀬戸市
- 大府市
- 尾張旭市
- 豊明市
- 愛知郡

## 歴史
名古屋市のベッドタウン及び工業都市として発展してきた地域である。中選挙区時代から非自民系の勢力が強く、民社党の青山丘がこの地域を地盤として当選を重ねてきた。その後、青山が民社党から新進党、自由党、保守党、自由民主党と渡り歩く中で、2000年以降民主党の小林憲司、社会民主党の大島令子などが当選。自民党は青山に加え青山入党の前から公認していた鈴木淳司が当選し、青山とのコスタリカ方式を採った。2005年の郵政解散の際は郵政民営化に反対した青山が離党、自民党の単独候補となった鈴木が全国的な自民党への追い風も受けて民主党の小林に比例復活も許さず圧勝した。その後、小林は総選挙の落選直後の2005年9月18日に覚醒剤所持で逮捕されたため、民主党から除籍され、比例東海ブロックの名簿からも抹消された。
2009年の第45回衆議院議員総選挙では、新たに民主党の候補となった山尾志桜里が鈴木に比例復活も許さず圧勝した。
2012年12月16日の第46回衆議院議員総選挙では、民主党山尾と日本未来の党候補者で票が割れた結果、鈴木が山尾を破り当選。山尾は、落選者の中で全国最多得票となる92，398票を得たが、惜敗率では届かず（83.7％は比例東海ブロック民主党の名簿中5位・当選者は4人）比例復活も出来ずに落選した。2014年の第47回衆議院議員総選挙では山尾が議席を奪還し、敗れた鈴木は比例東海ブロックで復活当選した。2012年に議席を失った民主党の当選1回の元職議員の中で小選挙区での議席を奪還したのは山尾ただ1人であった（ただし衆議院のみ当選1回なら新潟3区の黒岩宇洋も該当する。黒岩は参議院新潟県選挙区で当選経験あり）。
2017年9月7日に山尾と既婚男性との交際疑惑が週刊誌に取り上げられたことにより、山尾は民主党後継の民進党に離党届を提出し9月8日付で受理された。2017年10月に行われた第48回衆議院議員総選挙では、共産党は山尾を支援するため候補を取り下げ自主投票とした。希望の党は当初12区を地盤とする中根康浩に7区からの出馬を打診したが辞退したため7区に候補者を擁立しなかった。結果、無所属山尾と自民鈴木の一騎打ちの構図となり、山尾が834票の僅差で鈴木を破り3選を決めた（鈴木は比例復活）。第48回選挙でこれより僅差だった選挙区は、静岡6区(631票差)、新潟3区(50票差)、埼玉12区(492票差)、北海道10区(513票差)などがあった。48回の愛知7区の投票数は266,783票、 無効票は11,291票であり、無効投票率(無効票数÷投票数)は4.23％となり、これは全国無効投票率(全国総無効票数÷全国総投票数)の2.68％より高かった。愛知7区より無効投票率が高かった小選挙区には、東京16区(5.96％)、熊本1区(4.27％)、福岡8区(5.67％)などがあった。また、大阪3区(10.22％)や兵庫8区(8.84％)などの公明党公認候補が出馬し自民党公認候補がいなかった小選挙区は愛知7区より無効投票率が高い場合が多かった。なお、愛知7区は愛知の全15小選挙区の中で自民候補とその他の候補の一騎打ちが実現した唯一の選挙区となった。
2021年10月31日の第49回衆議院議員総選挙では、山尾が不出馬となり更に共産党が候補を立てたこともあって、鈴木淳司が立憲民主党の元職の森本和義に比例復活も許さず圧勝した。この選挙では1票の格差是正による対応で瀬戸市のうち一番春日井市寄りにある十軒家投票区を愛知6区に移すことになった。小選挙区導入後初めて選挙区の構成に変化が生じた。
第50回衆議院議員総選挙から、愛知県は現在の15から1増の16選挙区に改定された。尾張旭市と生活圏が一体化して結びつきが強い瀬戸市が完全に愛知6区に移った。
2024年10月27日の第50回衆議院議員総選挙では、国民民主党の新人である日野紗里亜が勝利し、鈴木は区割り変更で地盤の瀬戸市が選挙区から外れたことに加えて政治資金問題で比例名簿非登載となったこともあり落選した。

## 小選挙区選出議員
| 選挙名                 | 年     | 当選者     | 党派       |
| ---------------------- | ------ | ---------- | ---------- |
| 第41回衆議院議員総選挙 | 1996年 | 青山丘     | 新進党     |
| 第42回衆議院議員総選挙 | 2000年 | 小林憲司   | 民主党     |
| 第43回衆議院議員総選挙 | 2003年 | 小林憲司   | 民主党     |
| 第44回衆議院議員総選挙 | 2005年 | 鈴木淳司   | 自由民主党 |
| 第45回衆議院議員総選挙 | 2009年 | 山尾志桜里 | 民主党     |
| 第46回衆議院議員総選挙 | 2012年 | 鈴木淳司   | 自由民主党 |
| 第47回衆議院議員総選挙 | 2014年 | 山尾志桜里 | 民主党     |
| 第48回衆議院議員総選挙 | 2017年 | 山尾志桜里 | 無所属     |
| 第49回衆議院議員総選挙 | 2021年 | 鈴木淳司   | 自由民主党 |
| 第50回衆議院議員総選挙 | 2024年 | 日野紗里亜 | 国民民主党 |

## 選挙結果
時の内閣：第1次石破内閣 解散日：2024年10月9日 公示日：2024年10月15日
当日有権者数：35万3528人 最終投票率：58.15%（前回比： 1.39%） （全国投票率：53.85%（2.08%））
| 当落 | 候補者名   | 年齢 | 所属党派   | 新旧 | 得票数    | 得票率 | 惜敗率 | 推薦・支持 | 重複 |
| ---- | ---------- | ---- | ---------- | ---- | --------- | ------ | ------ | ---------- | ---- |
| 当   | 日野紗里亜 | 36   | 国民民主党 | 新   | 111,406票 | 55.88% | ――     |            | ○    |
|      | 鈴木淳司   | 66   | 自由民主党 | 前   | 71,176票  | 35.70% | 63.89% | 公明党推薦 |      |
|      | 鈴木弘一   | 49   | 日本共産党 | 新   | 16,780票  | 8.42%  | 15.06% |            |      |

- 鈴木弘一は2025年の第27回参議院議員通常選挙(参議院比例区)に出馬したが落選。

時の内閣：第1次岸田内閣 解散日：2021年10月14日 公示日：2021年10月19日
当日有権者数：45万5656人 最終投票率：59.54%（前回比： 0.01%） （全国投票率：55.93%（2.25%））
| 当落 | 候補者名 | 年齢 | 所属党派   | 新旧 | 得票数    | 得票率 | 惜敗率 | 推薦・支持 | 重複 |
| ---- | -------- | ---- | ---------- | ---- | --------- | ------ | ------ | ---------- | ---- |
| 当   | 鈴木淳司 | 63   | 自由民主党 | 前   | 144,725票 | 54.70% | ――     | 公明党推薦 | ◯    |
|      | 森本和義 | 55   | 立憲民主党 | 元   | 88,914票  | 33.60% | 61.44% |            | ◯    |
|      | 須山初美 | 43   | 日本共産党 | 新   | 30,956票  | 11.70% | 21.39% |            |      |

- 森本和義は松田功との選挙区調整により隣接する6区から移動しての出馬となった。

時の内閣：第3次安倍第3次改造内閣 解散日：2017年9月28日 公示日：2017年10月10日
当日有権者数：44万8044人 最終投票率：59.55% （全国投票率：53.68%（1.02%））
| 当落 | 候補者名   | 年齢 | 所属党派   | 新旧 | 得票数    | 得票率 | 惜敗率 | 推薦・支持 | 重複 |
| ---- | ---------- | ---- | ---------- | ---- | --------- | ------ | ------ | ---------- | ---- |
| 当   | 山尾志桜里 | 43   | 無所属     | 前   | 128,163票 | 50.16% | ――     |            | ×    |
| 比当 | 鈴木淳司   | 59   | 自由民主党 | 前   | 127,329票 | 49.84% | 99.35% | 公明党推薦 | ○    |

時の内閣：第2次安倍改造内閣 解散日：2014年11月21日 公示日：2014年12月2日
当日有権者数：43万2249人 最終投票率：57.75% （全国投票率：52.66%（6.66%））
| 当落 | 候補者名   | 年齢 | 所属党派   | 新旧 | 得票数    | 得票率 | 惜敗率 | 推薦・支持 | 重複 |
| ---- | ---------- | ---- | ---------- | ---- | --------- | ------ | ------ | ---------- | ---- |
| 当   | 山尾志桜里 | 40   | 民主党     | 元   | 113,474票 | 46.60% | ――     |            | ○    |
| 比当 | 鈴木淳司   | 56   | 自由民主党 | 前   | 108,151票 | 44.42% | 95.31% | 公明党     | ○    |
|      | 郷右近修   | 36   | 日本共産党 | 新   | 21,872票  | 8.98%  | 19.27% |            |      |

時の内閣：野田第3次改造内閣 解散日：2012年11月16日 公示日：2012年12月4日
当日有権者数：42万6435人 最終投票率：62.31%（前回比：10.38%） （全国投票率：59.32%（9.96%））
| 当落 | 候補者名   | 年齢 | 所属党派     | 新旧 | 得票数    | 得票率 | 惜敗率 | 推薦・支持 | 重複 |
| ---- | ---------- | ---- | ------------ | ---- | --------- | ------ | ------ | ---------- | ---- |
| 当   | 鈴木淳司   | 54   | 自由民主党   | 元   | 110,390票 | 42.84% | ――     | 公明党     | ○    |
|      | 山尾志桜里 | 38   | 民主党       | 前   | 92,398票  | 35.86% | 83.70% | 国民新党   | ○    |
|      | 正木裕美   | 31   | 日本未来の党 | 新   | 39,141票  | 15.19% | 35.46% | 新党大地   | ○    |
|      | 郷右近修   | 34   | 日本共産党   | 新   | 15,732票  | 6.11%  | 14.25% |            |      |

時の内閣：麻生内閣 解散日：2009年7月21日 公示日：2009年8月18日
当日有権者数：41万8255人 最終投票率：72.69% （全国投票率：69.28%（1.77%））
| 当落 | 候補者名   | 年齢 | 所属党派   | 新旧 | 得票数    | 得票率 | 惜敗率 | 推薦・支持 | 重複 |
| ---- | ---------- | ---- | ---------- | ---- | --------- | ------ | ------ | ---------- | ---- |
| 当   | 山尾志桜里 | 35   | 民主党     | 新   | 182,028票 | 61.12% | ――     |            | ○    |
|      | 鈴木淳司   | 51   | 自由民主党 | 前   | 108,783票 | 36.52% | 59.76% |            | ○    |
|      | 永田久美子 | 47   | 幸福実現党 | 新   | 7,032票   | 2.36%  | 3.86%  |            |      |

時の内閣：第2次小泉改造内閣 解散日：2005年8月8日 公示日：2005年8月30日
当日有権者数：40万2758人 最終投票率：68.23% （全国投票率：67.51%（7.65%））
| 当落 | 候補者名 | 年齢 | 所属党派   | 新旧 | 得票数    | 得票率 | 惜敗率 | 推薦・支持 | 重複 |
| ---- | -------- | ---- | ---------- | ---- | --------- | ------ | ------ | ---------- | ---- |
| 当   | 鈴木淳司 | 47   | 自由民主党 | 前   | 134,535票 | 50.00% | ――     |            | ○    |
|      | 小林憲司 | 41   | 民主党     | 前   | 111,654票 | 41.49% | 82.99% |            | ○    |
|      | 坂林卓美 | 43   | 日本共産党 | 新   | 22,902票  | 8.51%  | 17.02% |            |      |

- 青山丘は郵政民営化に反対し新党日本に移籍し、比例東海ブロック単独で立候補するも落選。第45回も国民新党から比例東海ブロック単独で立候補したが落選。
- 落選した小林は、投開票日の7日後の2005年9月18日、覚醒剤取締法違反の疑いで私設秘書2人とともに逮捕され民主党を除籍（除名）された。

時の内閣：第1次小泉第2次改造内閣 解散日：2003年10月10日 公示日：2003年10月28日
当日有権者数：39万4977人 最終投票率：60.55% （全国投票率：59.86%（2.63%））
| 当落 | 候補者名 | 年齢 | 所属党派   | 新旧 | 得票数    | 得票率 | 惜敗率 | 推薦・支持 | 重複 |
| ---- | -------- | ---- | ---------- | ---- | --------- | ------ | ------ | ---------- | ---- |
| 当   | 小林憲司 | 39   | 民主党     | 前   | 102,710票 | 44.08% | ――     |            | ○    |
| 比当 | 青山丘   | 62   | 自由民主党 | 前   | 93,882票  | 40.29% | 91.40% |            | ○    |
|      | 大島令子 | 51   | 社会民主党 | 前   | 20,172票  | 8.66%  | 19.64% |            | ○    |
|      | 坂林卓美 | 41   | 日本共産党 | 新   | 16,255票  | 6.98%  | 15.83% |            |      |

- 鈴木淳司は比例東海ブロック単独に回り、初当選。

時の内閣：第1次森内閣 解散日：2000年6月2日 公示日：2000年6月13日 （全国投票率：62.49%（2.84%））
| 当落 | 候補者名 | 年齢 | 所属党派   | 新旧 | 得票数   | 得票率 | 惜敗率 | 推薦・支持 | 重複 |
| ---- | -------- | ---- | ---------- | ---- | -------- | ------ | ------ | ---------- | ---- |
| 当   | 小林憲司 | 35   | 民主党     | 新   | 86,651票 | 38.52% | ――     |            | ○    |
|      | 鈴木淳司 | 42   | 自由民主党 | 新   | 83,601票 | 37.17% | 96.48% |            | ○    |
| 比当 | 大島令子 | 48   | 社会民主党 | 新   | 28,125票 | 12.50% | 32.46% |            | ○    |
|      | 坂林卓美 | 38   | 日本共産党 | 新   | 23,095票 | 10.27% | 26.65% |            |      |
|      | 原田勇   | 49   | 自由連合   | 新   | 1,841票  | 0.82%  | 2.12%  |            |      |
|      | 尾崎昭広 | 63   | 無所属     | 新   | 1,621票  | 0.72%  | 1.87%  |            | ×    |

- 青山丘は第42回を前に自民党に復党、コスタリカ方式により、この選挙では比例東海ブロック単独候補として当選。

時の内閣：第1次橋本内閣 解散日：1996年9月27日 公示日：1996年10月8日 （全国投票率：59.65%（8.11%））
| 当落 | 候補者名 | 年齢 | 所属党派       | 新旧 | 得票数   | 得票率 | 惜敗率 | 推薦・支持 | 重複 |
| ---- | -------- | ---- | -------------- | ---- | -------- | ------ | ------ | ---------- | ---- |
| 当   | 青山丘   | 55   | 新進党         | 前   | 91,439票 | 47.53% | ――     |            |      |
|      | 丹羽太一 | 49   | 自由民主党     | 新   | 49,727票 | 25.85% | 54.38% |            | ○    |
|      | 伊藤啓子 | 40   | 民主党         | 新   | 24,620票 | 12.80% | 26.93% |            | ○    |
|      | 原田秀俊 | 48   | 日本共産党     | 新   | 23,009票 | 11.96% | 25.16% |            |      |
|      | 市川恒雄 | 56   | 自由連合       | 新   | 2,045票  | 1.06%  | 2.24%  |            |      |
|      | 大島葉子 | 65   | 国民党         | 新   | 1,080票  | 0.56%  | 1.18%  |            |      |
|      | 江幡弘道 | 35   | 文化フォーラム | 新   | 442票    | 0.23%  | 0.48%  |            |      |